# El Amor es Ciego: México - Love Is Blind: México
Love Is Blind: México, es un reality show mexicano inspirado en la versión original estadounidense del mismo título. La conducción está a cargo de los famosos mexicanos Omar y Lucy Chaparro. La serie se estrenó en Netflix el 1 de agosto de 2024, como parte de un evento que se desarrolló durante tres semanas. Un episodio especial de reunión fue lanzado el 18 de agosto de 2024 

## Resumen de la temporada
Los participantes interactuaron en "cápsulas" donde, separados por una pared, conversaban para conocerse profundamente. Si surgía una conexión fuerte, podían comprometerse sin haberse visto. Tras el compromiso, las parejas viajaban a Tulum para fortalecer su vínculo y luego convivían en Ciudad de México, enfrentando desafíos cotidianos antes de decidir si casarse o no.
| Couples            |    |    | Relationship notes |
| ------------------ | -- | -- | --- |
| Karen y Fernando   | Sí | Sí | En la reunión, la pareja reveló que todavía están juntos y que, además, han emprendido un negocio juntos e incluso han comprado una casa. |
| Leti y Saul        | No | No | Leti y Saúl se separaron tras regresar de la luna de miel. Leti se mostraba renuente a la intimidad y la pareja tuvo problemas de comunicación. Ambos están actualmente solteros. |
| Fernanda y Gerardo | No | No | Llevaban estilos de vida muy distintos, lo que tensionó su relación. Antes de la boda, Gerardo expresó incertidumbres sobre el matrimonio, lo cual molestó a Fernanda y llevó finalmente a que rompieran. Sin embargo, siguen siendo amigos. Más adelante, Gerardo conectó con Mafer y comenzaron a salir juntos.              |
| Irais y Rene       | No | No | Irais y René se conocieron en persona antes de comprometerse, pero Irais pronto tuvo dudas y decidió no ir a la luna de miel. Finalmente se reconciliaron y se unieron a las otras parejas en Tulum. Sin embargo, decidieron separarse de nuevo, ya que sus estilos de vida y ubicaciones diferentes dificultaban la relación. |
| Silvia y Chema     | No | No | La pareja continuó saliendo después de un “no” amistoso en el altar. Desde entonces, decidieron separarse y centrarse en otras prioridades en sus vidas. |
| Francesca y Willy  | No | No | Francesca y Willy comenzaron con buen pie, pero el estilo de comunicación de Willy inquietó a Francesca. Willy se abrió con Francesca, pero ella decidió que no eran compatibles debido a sus diferentes enfoques financieros y de estilo de vida. Siguen en buenos términos, pero ya no están juntos.                         |

## Participantes

### Temporada 1
Los concursantes de la primera temporada se dieron a conocer pocos días antes del estreno del primer episodio. 
| Name                  | Age | Occupation                                 | Relationship Status |
| --------------------- | --- | ------------------------------------------ | --- |
| Karen Torales         | 27  | Asesora financiera                         | Casados. |
| Fernando Hernandez    | 27  | Gerente de operaciones                     | Casados. |
| Saul Reyes            | 35  | Gerente de una compañía de Aviación        | Se separaron antes de la boda.                                                                                          |
| Leticia Floresmeyer   | 35  | Especialista en comunicación               | Se separaron antes de la boda.                                                                                          |
| Irais Ramirez         | 30  | Abogada                                    | Dijeron que no en la boda, salieron tiempo después pero igual manera se separaron.                                      |
| Rene Angeles          | 34  | Doctor                                     | Dijeron que no en la boda, salieron tiempo después pero igual manera se separaron.                                      |
| Silvia Delgado        | 30  | Modelo                                     | Huyeron de la ceremonia de boda juntos, decidieron no casarse y explorar la relación juntos, sin embargo, se separaron. |
| Chema Rivera          | 36  | Empresario y Jugador Profesional de Póquer | Huyeron de la ceremonia de boda juntos, decidieron no casarse y explorar la relación juntos, sin embargo, se separaron. |
| Francesca Oettler     | 27  | Entrenadora de ciclismo indoor             | Se separaron en la boda.                                                                                                |
| Willy Salomon         | 34  | Vendedor de Publicidad                     | Se separaron en la boda.                                                                                                |
| Fernanda Riva Palacio | 36  | Arquitecta                                 | Se separaron antes de la boda.                                                                                          |
| Gerardo Zapiain       | 33  | Músico                                     | Se separaron antes de la boda.                                                                                          |
| Luis Fer Campos       | 28  | Empresario y Director Creativo             | No comprometidos |
| Mafer Trujillo        | 29  | Directora de marketing                     | No comprometidos |
| Rocio Mirafuentes     | 36  | Profesora de Desarrollo Humano             | No comprometidos |
| Pamela Torrens        | 26  | Empresaria                                 | No comprometidos |
| Alejandra Caletti     | 28  | Cantante de ópera                          | No comprometidos |
| Sandra Arias          | 39  | CEO de Agencia de Eventos                  | No comprometidos |
| Alé Cardenas          | 27  | Mecadóloga                                 | No comprometidos |
| Daniel Behar          | 33  | DJ y Empresario                            | No comprometidos |
| José Salazar          | 27  | Ingeniero Civil aeroportuario              | No comprometidos |

## Episodios
| Episodio | Título en español       | Resumen |
| -------- | ----------------------- | --- |
| 1        | El experimento comienza | Los solteros y solteras llegan al experimento y conocen a los conductores, Lucy y Omar Chaparro. Luego entran a las cápsulas para formar conexiones sin verse. |
| 2        | Amor, ¿y traición?      | Las conexiones se profundizan, pero también aparecen dudas y traiciones que complican algunas relaciones.                                                      |
| 3        | El encuentro            | Las parejas comprometidas se ven por primera vez y enfrentan la realidad de su elección basada solo en lo emocional.                                           |
| 4        | Tulum                   | Las parejas viajan a Tulum para convivir durante su luna de miel y reforzar su vínculo.                                                                        |
| 5        | Comienza la vida real   | De vuelta en la Ciudad de México, las parejas comienzan a convivir y enfrentan retos cotidianos.                                                               |
| 6        | La familia importa      | Las parejas conocen a sus respectivas familias, lo que genera emociones, tensiones y reflexiones.                                                              |
| 7        | Despedidas de soltero/a | Las fiestas de despedida traen diversión, pero también situaciones que generan conflictos y dudas.                                                             |
| 8        | Dudas antes del altar   | A medida que se acerca la boda, los nervios aumentan y surgen preguntas sobre el compromiso.                                                                   |
| 9        | Las bodas: Parte 1      | Comienzan las ceremonias, y las parejas deben tomar la decisión final de casarse o no.                                                                         |
| 10       | Las bodas: Parte 2      | Continúan las bodas con decisiones inesperadas y momentos emotivos.                                                                                            |
| 11       | La reunión              | Los participantes se reúnen después del experimento para revelar qué ha pasado con sus relaciones y vidas.                                                     |